# 統計

ウィキペディア日本語版の記事数の統計

統計（とうけい、英: statistic）は、社会の状態を数値によって精確に知りたいという要求に応えるため、実測したデータを元に計算した数値、あるいはそれを多数ひとまとめにしたものである。通常、関心の対象となる人々や事物の全数もしくはその一部について個別に情報を集め、計算をおこない、その結果を印刷物または機械可読な電子ファイルなどのかたちで公表する。この結果がじゅうぶんな信頼を得ている場合、それ自体で対象の状態を精確に反映したものとみなされる。たとえば、ある地域の人口統計の示す人口の数値が年々上昇しているということが、すなわちその地域において人口が本当に増加しているということだと解釈されるのである。
実現可能な範囲で精確な統計をつくる努力が重ねられてきた結果、統計の元となるデータの収集から結果の公表にいたるまでの手続きについて、標準的な考えかたが確立している。また、統計作成過程においてプライバシーや個人情報を保護することも重要である。特に政府その他の公的機関が法的強制力をもったデータ収集をおこなう場合、対象者の権利が侵害されるリスクを抑えながらも、得られたデータを公共財として有効に活用する方法が模索されてきた。

## 概論

### 「統計」とは
「統計」は、広い範囲をカバーする語である。この語が使われる例には、ふたつの主要な類型がある。ひとつは、政府等が大規模な調査等をおこない、そこから得た結果やそこから計算した各種指標などの数値を公表していて、その公表された結果数値（あるいはそれをおさめた印刷物や電子ファイル）を「統計」と呼ぶ場合である。「人口統計」「経済統計」「労働統計」などをタイトルにふくむ書物

には、この例が多い。これに対して、自分自身で実験や観察をおこなって得た（たいていは小規模な）データをどう分析すればよいかという話題の場合は、分析それ自体あるいはそのときに使う方法を指して「統計」ということが多い。「心理統計」「医療統計」「生物統計」といったタイトルの書物

は、たいていこの例である。
歴史的にいえば、前者の用法のほうが発生が古い。19世紀はじめのドイツでは、いわゆる「国状学」(Staatskunde) の伝統のなかで、その版図にある各領邦 (Landesstaat) の地誌を統一的なテンプレートに沿って記述した書物を刊行して領邦間比較をおこなう研究が行われており、こうした研究あるいは材料となる地誌を記した書物のことをドイツ語で Statistik と呼んだ。それ以前から、欧米各国では、人口などについて精確なデータを集めようという機運が高まっていた。19世紀には、そうした作業に従事する専門家や組織が、官民双方で誕生する。今日では「統計家」と呼ばれるような人々、「統計局」と呼ばれるような組織が、大規模な全数調査（センサス）をおこなって結果を集計し、分厚い報告書を出版する仕組みが確立していくことになる。大規模調査をおこなって数値をまとめて出版する「統計産業」とでもいうべきものが出現したということであり、その産業が生み出す製品、すなわち調査結果数値を集積した出版物が「統計」(statistics) と呼ばれるようになった。この産業の第一義的な顧客は、政策を立案し、実行する政府機関である。しかし、それ以外にも、調査結果数値を必要とする第二義的な顧客（統計ユーザー）が多数いる。「人口統計」「経済統計」「労働統計」を冠する書物は、おおむねそのような統計ユーザーに向けて書かれている。
後者の用法はもっと新しく、20世紀に入って、確率論を応用したデータ分析のための学問が発展したことから生まれた。規模の小さな標本における測定結果から無限母集団における値を推測することが相当の精度でできることが証明され、小規模な観察や実験でえたデータから全体を推測する技法をマスターすることが要請されるようになった。このような技法あるいはそれについて研究する学問分野が statistics と呼ばれるようになり、「統計学」あるいは「統計」と和訳される。「心理統計」「医療統計」「生物統計」を冠する書物は、そのような意味での統計（学）を利用してデータ分析を試みる読者に向けて書かれている。この意味での「統計」は、誰かが計算した結果の公表数値ではなく、自分自身が計算して必要な数値を求める作業を意味している。
以下では、前者の意味の「統計」について説明する。後者の意味の「統計」のさまざまな側面については、「統計学」「統計学の歴史」を参照されたい。

### 統計の変遷
国家を統治するための基礎的資料を得るための大規模調査には、長い歴史がある。建造物建設のための測量や徴税のための調査といったように、人口や土地についての調査には古くから多くの例がある。
国民国家が成立した頃には政策の企画・立案のために量的なデータが必要だという考えが強くなり、それにともない調査の対象も多様化した。1800年にはフランス、1828年にはオーストリアで国家の調査機関が設立された。ナポレオン・ボナパルトは「統計は事物の予算である。そして予算なくしては公共の福祉も無い」
と語ったと伝えられる。
20世紀に入ると、国際機関による活動もあり、統計を通じた社会認識と政策立案が全世界に波及する。さらに、統計学の発展、高等教育の大衆化、コンピュータの普及などによって、統計を利用する層が政府以外の企業・団体・個人にも広がった。その結果、統計に求められる性質は、「国のためのデータ」から「国民のためのデータ」へと変わってきている。

## 統計の種類

### 実施主体による分類
政府その他の公共機関が作成する統計が公的統計である。それ以外にも、さまざまな組織が統計を作成している。公共機関以外の民間企業、業界団体、研究機関等が作成する統計は民間統計である。

### 目的による分類
水準か構造か
対象集団における何らかの量の水準を精確に把握したい場合がある一方で、その何らかの量を規定する構造を把握するための属性情報を細かく収集したい場合がある。たとえばある地理的範囲に人が何人住んでいるかは水準の問題である。性別・年齢・民族などの属性あるいはそれらの組み合わせによって人口を把握したいなら構造の問題である。
なお、「構造統計」という語はしばしば目にするが、「水準統計」はそうではない（用例 がないわけでないが）。これは、一時点での水準だけを問題にすることがすくなく、時間による変動（つまり動態）に焦点があたることが多いからだろう。
静態か動態か
ある一時点での状態（静態）を知りたい場合と、時間の経過ともにどのように動くか（動態）を知りたい場合がある。たとえばある時点でのある地域の人口を知りたいのであれば、その地域に住んでいる人を全員数えて静態統計を作る。一方で、人口の動きを知りたいのであれば、一定期間（たとえば1年間）の出生・死亡・流入・流出の人数を数えて動態統計を作る。
「静態」と「動態」の具体的な区別については、周期の短い（たとえば毎月）調査で短期間の変化を追跡したものが動態で、周期の長い（たとえば5年間隔）大規模調査でその時点の構造をおさえたものが静態だとする立場がある。もう一つの立場は、上記の人口統計の例のように、何事かが連続的に変動する状態をある一時点で切り取って測定するのが静態であり、変化をもたらす離散的な事象の発生を一定の期間を区切って数えたものが動態だとするものである。

### 作成過程による分類
統計を作成することを目的としておこわれる調査を統計調査という。統計調査から得られる統計を調査統計または第一義統計という。統計を作成するための調査は、通常かなり大規模なものとなるので、入念な準備が必要である。一般的には、つぎのような流れで調査がおこなわれる。
1. 企画・設計
ニーズに応じて統計を企画・設計し、必要な資金や人員等を調達する。必要に応じて、当局などに計画を届け出、実施の許可を得る
2. 説明
実際に調査をおこなう担当者や団体、調査会社などに説明をおこなう
3. 調査の実施
調査対象（個人、事業所、各種団体等）に調査票を配布して記入を依頼し、記入後回収する
4. 点検と集計
回収した調査票を検査し（回答内容に矛盾がある場合など、調査対象に照会して修正することもある）、集計をおこなう
5. 結果の発表
集計した調査結果を分析し、公表する。

これに対して、わざわざ調査をおこなうのではなく、登録や届出、業務記録など、業務上の必要から集めた記録などを基に作成する統計を業務統計または第二義統計と呼ぶ。たとえば輸出入の通関書類から作成される貿易統計や、転出・転入の届出を基にした住民移動の動態統計のようなものがこれに相当する。
統計の対象となる個体を網羅した名簿（register）があって、それぞれの個体について採取した何らかの記録を名簿上のその個体の登録レコードに紐づけることができれば、そこから統計を作ることができる。そのような統計をレジスターベースの統計 (register-based statistics) という。これは業務統計の一種といえるが、従来の、特定の業務内容に特化した業務統計とはかなり性質が異なる。というのは、個人や団体を一意に区別できる識別子があれば、広範囲の情報をそれによって結合できるからである。情報技術の発達にともなって業務記録の電子化が進んできた結果、レジスターベースの統計がカバーしうる範囲は非常に広い。特に、現代国家の国民のほとんどが関係する租税、医療、社会保障などに関する事務からえられる情報を互いに結合して分析できれば、その社会の実態を把握する強力な武器となる。半面、個人情報保護の点で問題があることも指摘される。
また、人々の生活の隅々まで電子デバイスが入り込んだ結果、民間企業がデジタルを駆使して巨大なデータを蓄積するようになっている。このようなデータは、従来の統計の代替物 (alternative) としての側面を持つため、オルタナティブデータ (alternative data) と呼ばれる。スマートフォンの位置情報サービスや通信記録を利用して個人の地理的な動きや人々の接触状況を把握するもの、電子マネーやクレジットカードによる取引を記録するもの、ソーシャル・ネットワーキング・サービスでの行動履歴を追跡するものなどがある。
すでに存在する統計を利用、加工して作る二次的な統計のことを加工統計または二次統計という。種々の経済統計をもとにした経済指標や国民経済計算などがこれにあたる。これに対して、加工統計のもとになる、直接の調査や業務記録の集計による統計は、一次統計と呼ばれる。
［補論］第一義統計／第二義統計と一次統計／二次統計はそれぞれ別の基準による分類なので、混同してはならない。たとえば業務統計は第二義統計であり、かつ一次統計である。（松井博『公的統計の体系と見方』 pp. 11-12参照。）

### 全数と標本
対象となる集団の個体（個人、企業、各種団体など）のすべてから情報を得て作成する統計を全数統計と呼ぶ。これに対し、一部の個体だけを抽出した標本についての情報から全体（母集団）の統計量を推定するのが標本統計である。前者は大規模で時間と費用がかかることから、経常的に実施することはできない。それに対して、後者は小さい規模で済むので、時間と費用の点で有利であり、たいていの統計は後者の方法で作られる。とはいうものの、代表性のある標本を抽出して精確な推定をおこなうには、相当の技術力を備えた人材と彼らを適切に配置した組織が必要であり、そうした人材と組織を育てて維持するにはやはり時間と費用が必要である。
全数統計をセンサス (census) と呼ぶことが多い。ただし、注意が必要なのは、この語はもともとラテン語から派生して全数人口調査すなわち「国勢調査」を指していたのがその後に意味を拡張してきたものであり、文脈によって異なる範囲を指して使われるということである。大規模な標本調査を「センサス」と呼ぶ場合もあり、これはしばしば誤りとして指弾される。全数を対象とする業務統計あるいはレジスターベースの統計を「センサス」と呼ぶかどうかも、議論になりうる。
標本統計の場合、その規模が相対的に大きいか小さいかによって、とられる方法がずいぶんちがうことになる。
また、一部の属性の個体（たとえば小規模な企業など）を排除しても結果がたいして影響を受けないとの見込みがある場合、これらの個体をのぞいた調査をおこなうことがある。このような調査を裾切調査と呼ぶ。

### 経常調査と周期調査
一回きりの統計もあるが、多くの統計は、時間による変動をみるために、同一の内容で測定時点を変えて繰り返し作成される。統計を作成するための調査を毎月とか毎年とかいった短い期間で繰り返す場合を経常調査、数年などの長い期間を空けての繰り返しである場合を周期調査ということがある。

## 公的統計
政府その他の公的機関が作成する統計を公的統計という。強制力をもって情報収集をおこない、その結果によって、その社会の現実の姿の正確な認識をあたえるという公共財的な性質を持つ。対象者からの協力がえやすく、作成過程の透明性が確保されているなどの理由で、高い信頼性と権威をえていることが多い。また、連続性を考慮した統計作成がなされることが多いために時系列的な分析に適しており、定期性、速報性にも優れる。
一方で、社会の変化への対応は鈍い。調査項目の改正などには時間がかかり、新規調査を新しく始めることは簡単にはできない。特に新たな分野に対しては調査の遅れや、調査しても対象の捕捉が満足にできないなど、不十分なものにもなりやすい。

### 統計作成機構
各国の公的統計のシステムは、各国の歴史的な事情に応じて発達してきたため、その内容には幅広いバリエーションがみられる。
各国中央政府での統計を作成・管理する仕組み（中央統計機構）をみると、各部署がその担当業務に関連する統計を作成するかたちで統計作成を分担している場合がある。このような公的統計システムを分散型と呼ぶ。一方で、統計専門の部署（「中央統計局」などの名前で呼ばれる）がその国の公的統計のほとんどを自ら作成する場合もある。このような統計システムは集中型である。
米国や日本は分散型で英国、フランス、ドイツ、カナダなどは集中型だ、とよくいわれる。もっとも、各部署が完全にばらばらに統計を作っているとか、逆に中央統計局がすべての統計を取り仕切っているというような国は実在しない。「分散型」「集中型」はいわば理念型であって、実際に存在する各国の統計作成機構がこのような2類型にわかれているわけではなく、中央統計局への集中度が相対的に高いか低いかということによって連続的に分布していると考えたほうがよい。
各国の統計作成機構の特徴をつかむもう一つの観点は、中央と地方との関係である。国土がある程度以上の広さである場合、各地で統計作成の実務を担当する地方統計機構がどのように構成されており、首都におかれた中央統計機構とどのような関係にあるのかが問題になる。
ひとつの類型は、中央政府が各地に直接管轄する統計担当の部署（たとえば中央統計局の支局）を持っており、それを通じて各地での調査等をおこなう場合である（例：米国）。もうひとつは、地方政府の統計担当部署が全国調査などを請け負って実施する体制であるが、その場合、調査の内容や方法を決める権限を中央政府が独占している（例：日本）か、それとも地方政府にも発言権がある（例：ドイツ）のか、ということによるちがいが出てくることになる。
また、政府の外に存在する統計家やその組織、さらに国際機関との間でどのような関係を持っているかということも、その国の公的統計の性質を決める重要な要素でありうる。

### 公的統計の二次利用
統計は、その作成目的のために使用することが原則である。とはいえ、集めたデータ、それもできる限り「生」に近いものを他の目的での分析に使いたいという要求は、従来から存在する。安価で高性能なコンピュータが普及するにしたがって、そうした要求が強まってきた。そのなかには、政府内での政策立案から民間企業の商業利用まで、公益性とリスクを異にする種々のケースがある。一方で、統計にふくまれる個人等の秘密を保護することも重要である。とりわけ、罰則をもって強制的に情報を収集する公的統計の場合は、対象者の権利を侵害する可能性を最小にすることが特に要請される。このような制約を意識しながら、統計データを有効かつ安全に利用する方法が模索されてきた。

## 民間統計
政府以外のさまざまな団体や企業、研究機関なども統計を作っている。政府が作成する公的統計とは異なり、情報収集にあたって強制力をともなわず、また管理機構の長期的な安定性を欠いていることが多い。一方で、何について情報を集めるかについての柔軟性が高いため、社会の変化に対する反応は早く、政府が調査しない事柄についてもいち早く数字で把握することができる。また事実上業界標準となっているような統計や、それを使用した定評ある指標のある場合も存在する。

## 現代的課題
社会の変化への対応
社会・経済情勢の変化のスピードが速くなってきているため、国の統計は変化への対応が遅く、業界団体の統計では詳細な分析が行えないという様に、現状の正確な把握ができなくなってきている。特に第三次産業でこの傾向が強い。
調査対象の意識の変化への対応
近代化とともにプライバシーの意識が高まる。さらに今日では、個人情報保護の要求が急速に広まり、個人を対象とする調査がおこないづらくなってきた。そのような状況では、法的に回答の義務を課す公的統計調査においても、調査への非協力は無視できない規模になる。1980年代のドイツやオランダでは、国勢調査が実施できなくなる事態が生じた。
企業においても、自社の情報を出したくないという防衛意識はあり、個人の調査拒否と同様の事態が生じる

## 日本の公的統計
日本の公的統計を支える中央統計機構は、分散の度合いが国際的にみて非常に高い
。ただし、近代化の初期から政府内に存在した統計局とその前身組織は、日本の公的統計整備において中心的な役割を果たしてきた。1946年に内閣の行政委員会として設置された統計委員会（現在の統計委員会とは別のもの）と翌年の旧統計法成立以来、70年以上を経た現在の日本の公的統計は、分散型の特徴は維持しているものの、中心を占める総務省統計局と統計委員会の比重を高めており、また統計業務の集約化を進めることで効率を高めている。
社会情勢の変化により個人情報保護の重視と統計業務の効率化徹底を目的として2007年（平成19年）に「統計法」の全部改正が行われた。新統計法（平成19年法律第五十三号）は公的統計を「国民にとって合理的な意思決定を行うための基盤となる重要な情報である」(第1条) と位置づけ直し、個人情報等の保護に留意しつつ、行政目的以外の利用もふくめ、広く活用できる環境整備を目指している。